# Atomarer Transistor
Ein atomarer Transistor, auch Einzelatomtransistor genannt, ist ein elektrisches Bauelement mit dem sich ein elektrischer Schaltkreis ähnlich wie mit einem Relais öffnen und schließen lässt. Ermöglicht wird dies durch die kontrollierte und reversible Umpositionierung eines einzelnen Atoms oder Moleküls.
Herkömmliche Transistoren werden zum einen als Verstärker eingesetzt, zum anderen sind sie die Schalter, die in Computern 0 und 1 darstellen. Einzelatomtransistoren sind nur im zweiten Sinne Transistoren. Bei manchen Realisierungen tragen sie nicht die digitale Information {\displaystyle \{0,1\}}, sondern die eines Qubits.

## Verschiedene Varianten von Einzelatomtransistoren

### Polypyridin-Aufhängung
2002 realisierte die Forschungsgruppe von Paul McEuen an der Cornell University einen Einzelatomtransistor, bei dem ein Kobalt-Atom in einem Poly-Pyridin-Molekül zwischen zwei Goldelektroden aufgehängt wurde. Durch die Gatterspannung kann das Kobalt-Atom zwischen den Ladungszuständen Co2+ und Co3+ gesteuert werden.

### Graphen
Kostya Novoselov und Andre Geim von der Manchester University gelang es 2004 Transistoren zu bauen, indem sie eine Graphen-schicht auf Silizium aufbrachten. Der Transistor war eine Atomlage dick und in der Größenordnung weniger Atome. Für ihre Arbeiten über Graphen erhielten Kostya Novoselov und Andre Geim 2010 den Nobelpreis für Physik.

### Silberatom in Elektrolytlösung

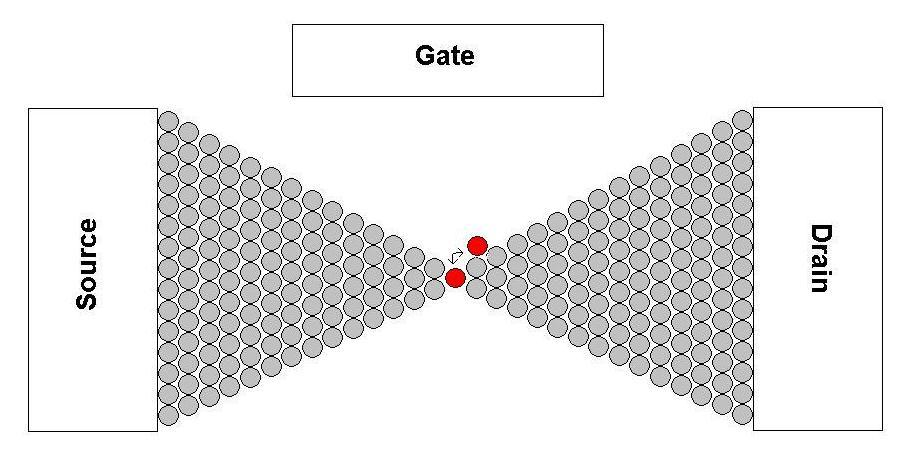
Aufbau des atomaren Transistors

Die seit 2004 vom Karlsruher Institut für Technologie hergestellten Prototypen bestehen aus Goldelektroden, die auf ein Trägermaterial wie z. B. Glas oder Silizium aufgebracht wurden. Durch Anlegen einer kleinen elektrischen Spannung an eine Kontrollelektrode, die sogenannte Gateelektrode, wird ein einzelnes Silberatom reversibel zu einer winzigen Kontaktstelle hin- und von dieser wegbewegt, sodass sich ein elektrischer Kontakt schließt und öffnet. Auf diese Weise funktioniert der Einzelatomtransistor als atomarer Schalter oder atomares Relais, wobei das schaltbare Atom die Lücke zwischen zwei winzig kleinen Elektroden, Source und Drain, öffnet und schließt.
Zwischen den Anschlüssen besteht dabei ein Abstand von 50 bis 100 nm. Zur Produktion wird auf den beiden Elektroden solange Silber abgeschieden, bis ihr Kontakt durch ein Silberatom hergestellt wird. Dieses Atom wird so ausgerichtet, dass es sich zwischen zwei stabilen Positionen bewegen kann, damit der Kontakt entweder vollständig geöffnet oder geschlossen ist. Mithilfe der Spannung zwischen den Anschlüssen Source und Gate kann die Position des Silberatoms derart gesteuert werden, dass sich der Laststromkreis zwischen den Elektroden Drain und Source öffnet oder schließt.
Zugleich markiert das Bauelement des Karlsruher Forscherteams die untere Grenze der Miniaturisierung, da Strukturgrößen, die kleiner als ein Atom sind, nicht hergestellt werden können. Das Bauelement stellt einen Quantentransistor dar, der Leitwert des Source-Drain-Kanals wird über die Gesetze der Quantenmechanik festgelegt. Es kann bei Raumtemperatur und unter realen Umgebungsbedingungen betrieben werden, das heißt weder Kühlung noch Vakuum werden benötigt.

### Phosphordotierung von Siliciumoberflächen
2011 gelang einer Kooperation aus australischen, südkoreanischen, US-amerikanischen und deutschen Wissenschaftlern der Bau eines Transistors an der Oberfläche von Silizium. Sowohl für die Elektroden, als auch für den eigentlichen Transistor wurde die Oberfläche mit Phosphor dotiert. Dadurch ist das schaltende Atom an einer Gitterstelle des Siliziums fixiert (ca. 1 nm), während bei den bisherigen Versuchsaufbauten Ortsungenauigkeiten von ca. 10 nm in Kauf genommen werden mussten.

## Verwendungszwecke und Vorteile
- Atomare Transistoren werden durch wenige Atome geschaltet, wodurch die Schaltzeiten wesentlich kürzer als bei herkömmlichen Transistoren sind und der Einsatz in der Hochfrequenztechnik ermöglicht wird.
- Das Schalten eines atomaren Transistors ist schon bei Spannungen von einigen Millivolt möglich. Dadurch ist die Leistungsaufnahme dieser elektronischen Bauelemente sehr gering.
- Weil nur wenige Atome oder Moleküle zum Schalten verwendet werden, kann es nur die zwei Schaltzustände „durchlässig“ und „undurchlässig“ geben. Gegenüber stufenlos schaltbaren, halbleiterbasierten Transistoren ist das ein Vorteil bei der Konstruktion von Quantenbauelementen und Quantencomputern.